# كيفن بيترسون دوس سانتوس سيلفا
كيفن بيترسون دوس سانتوس سيلفا (بالبرتغالية: Kevin Peterson dos Santos Silva‏) هو لاعب كرة قدم برازيلي في مركز الدفاع، ولد في 7 سبتمبر 1997 في تيريسينا في البرازيل. لعب مع نادي كروزيرو.

## وصلات خارجية
- كيفن بيترسون دوس سانتوس سيلفا على موقع قاعدة بيانات كرة القدم.إي يو (الإنجليزية)
- كيفن بيترسون دوس سانتوس سيلفا على موقع Soccerway.com (الإنجليزية)